# Đỗ Văn Phúc (thiếu tướng)
Đỗ Văn Phúc (sinh năm 1933) là một sĩ quan cấp cao trong Quân đội nhân dân Việt Nam, hàm Thiếu tướng. Ông nguyên là Tùy viên Quân sự Việt Nam tại Liên Xô, Chánh Văn phòng Bộ Tư lệnh Quân chủng Phòng không-Không quân, Ủy viên Đảng ủy Bộ Tư lệnh Pháo binh.

## Thân thế và sự nghiệp
Ông sinh ngày 1 tháng 5 năm 1933, quê tại xã Võ Cường, thị xã Bắc Ninh, tỉnh Bắc Ninh.
Nhập ngũ ngày 17 tháng 11 năm 1949, được kết nạp vào Đảng Cộng sản Việt Nam tháng 2 năm 1952 (chính thức tháng 3 năm 1953). 
Tháng 11 năm 1949, ông nhập ngũ và được cử đi học lớp súng cối Trường Sĩ quan Lục quân 1 khóa 6
Tháng 8.1951, trung đội trưởng, đại đội phó súng cối Đại đội 56 Trung đoàn 98 Sư đoàn 316, tham gia chiến dịch địch hậu Bắc Ninh, Tây Bắc, Thượng Lào
Tháng 4.1954, đại đội trưởng súng cối Đại đội 56 Trung đoàn 98 Sư đoàn 316, tham gia chiến dịch Điện Biên Phủ
Tháng 11.1954, phụ trách Chủ nhiệm Pháo binh Phòng Tham mưu Đại đoàn 351. 
Tháng 7 năm 1955, ông phụ trách Tiểu đoàn trưởng Tiểu đoàn 12 súng cối 120mm Trung đoàn pháo 8 Sư đoàn 316
Tháng 7.1957, được cử đi học tại Học viện Pháo binh Lê-nin-grát của Liên Xô. 
Tháng 7 năm 1963, về nước, ông được bổ nhiệm làm cán bộ nghiên cứu xạ kích Trường Sĩ quan Pháo binh Bộ Tư lệnh Pháo binh
Tháng 1.1966, tham mưu trưởng đầu tiên Trung đoàn Tên lửa 275 Quân chủng Phòng không Không quân. Học chuyển Binh chủng Tên lửa ở Ba-cu Liên Xô, về chiến đấu trong đội hình Sư đoàn 361 Quân chủng Phòng không Không quân
Tháng 5.1967, trợ lý phòng Nghiên cứu Khoa học Quân sự Bộ Tham mưu Quân chủng Phòng không Không quân
Tháng 10.1968, Phó Phòng nghiên cứu Khoa học Quân sự Bộ Tham mưu Quân chủng Phòng không Không quân
Tháng 12.1970, trưởng Ban Tác chiến Sư đoàn Phòng không 365 Quân chủng Phòng không Không quân
Tháng 3.1972, tham mưu phó Sư đoàn Phòng không 361 Quân chủng Phòng không Không quân, tham gia chiến dịch Điện Biên Phủ trên không tháng 12 năm 1972 đặc trách về Tên lửa
Tháng 1.1975, chánh Văn phòng Bộ Tư lệnh Quân chủng Phòng không Không quân
Năm 1976, được cử đi học tại Học viện cao cấp Bộ Tổng tham mưu Vô-rô-si-lốp tại Liên Xô
Tháng 8.1978, là giáo viên Khoa nghệ thuật chiến dịch Học viện Quân sự cấp cao
Tháng 2.1979, tăng cường cho Quân đoàn 5 trên mặt trận Lạng Sơn
Tháng 4.1980, Lữ đoàn trưởng đầu tiên Lữ đoàn 380 thuộc Bộ Tư lệnh Pháo binh
Tháng 4.1983, Phó Tham mưu trưởng Bộ Tư lệnh Pháo binh
Tháng 12.1983, Phó Trưởng phòng Huấn luyện Học viện Quân sự Cấp cao
Tháng 4.1989, Tùy viên Quân sự Việt Nam tại Liên Xô.
Ngày 1 tháng 1 năm 1994, ông nghỉ hưu.
Thiếu tướng (8.1990).

## Khen thưởng
Huân chương Quân công hạng Nhì
Huân chương Chiến công hạng Ba
Huân chương Chiến thắng (chống Pháp) hạng Ba
Huân chương Kháng chiến chống Mỹ hạng Nhì
Huân chương Chiến sĩ vẻ vang (hạng Nhất, Nhì, Ba)
Huy chương Quân kỳ Quyết thắng
Huy hiệu 40 năm tuổi Đảng. 